# 威利·旺卡
威利·旺卡（英語：Willy Wonka）是一個虛構角色，首次登場於英國作家羅爾德·達爾於1964年發表的兒童小說《查理與巧克力工廠》中，以及其1972年的續集《查理與大玻璃升降機》和多部基於這些書籍的電影。在故事中，他是旺卡巧克力工廠的古怪創辦人和所有者。
旺卡的角色在多部電影中被多次演繹。1971年，吉恩·怀尔德在電影《歡樂糖果屋》中飾演旺卡。他在影片中的演繹被廣泛視為受歡迎、且為他飾演過最偉大的角色之一。強尼·戴普在2005年的《查理和巧克力工厂》中詮釋的角色則在評論界和觀眾獲得兩極評價。兩者皆因在電影的表現而獲得金球獎提名。下一部描述旺卡的電影是由提摩西·夏勒梅主演的起源故事和精神前傳，片名為《旺卡》，於2023年上映。

## 出場

### 查理與巧克力工廠
在該小說中，旺卡是一名世界上最有創意、最有發明才能的巧克力製造家，經過多年後，旺卡決定讓公眾參觀他的工廠。他把五張金彩券藏進其中五塊旺卡先生巧克力中，獲得金彩券的小孩能帶同一名家人進入工廠參觀。同時獲得終身供應的巧克力。然而孩子們並不知道，這次的參觀實際上是一場旺卡測試他們道德品格的比賽。隨著參觀的進行，四名孩子被淘汰，最終是一名貧窮的小男孩查理·畢奇成為比賽的贏家。在這一刻，旺卡揭示了真正的獎勵其實是工廠本身，因為他需要有人在他退休後繼承工廠，並照顧爲工廠工作的歐帕倫普人。
故事中，旺卡被描述為一位帶有小鬍鬚的「小人」，他穿著一件紫色外套、綠色褲子和一頂大禮帽。他精神飽滿，動作迅速，就像松鼠一樣，儘管他後來告訴查理他比他想像的要「老得多」。

### 查理與大玻璃升降機
在該小說的續集中，旺卡與查理及其家人一同搭乘大玻璃升降機連接到美國的太空飯店。太空飯店則追蹤升降機返回到旺卡的工廠。然後，旺卡與查理及其家人一同前往美國的白宮。

## 改編電影

### 歡樂糖果屋（1971年）
在首部改編自小說版本的電影中，旺卡由吉恩·怀尔德飾演，他是旺卡巧克力棒的創辦人，將五張金彩券藏在巧克力棒中。找到這些票的人將有機會參觀他的糖果工廠，並且終身獲得巧克力供應。在工廠參觀中，旺卡特意對每個壞孩子進行挑戰，並引誘他們犯下與他們的性格相關的錯誤。最終這些孩子一一消失，只剩下查理和他的祖父喬。然而，查理和喬也被誘惑，品嚐了一種使人暫時漂浮的實驗性飲料「氣泡升降飲料」。然而由於飲料的副作用過於強烈，差點使查理和喬喪命。旺卡當場宣告參觀體驗結束，並在沒有提及終身供應巧克力的情況下自行離開現場。
查理和喬爺進入旺卡的辦公室詢問情況。當喬爺問及查理的獎勵時，旺卡指出查理將無法獲得，因為他違反了合同。他解釋查理品嚐氣泡升降飲料的行為相當於偷竊，並違反了參觀工廠的合同條款。在激烈的爭論中，旺卡憤怒地與他們交鋒，最終用「美好的一天，先生！」（Good day, sir!）將他們趕出辦公室。儘管喬爺發誓要為查理報仇，並計劃向旺卡的競爭對手史拉格沃思出售不死不滅口香糖，但查理選擇誠實承認錯誤，將口香糖放回旺卡的桌上離開辦公室。查理的誠實使旺卡感到欣慰，他決定將氣泡升降飲料事件置之度外。並告訴查理他通過了考驗，也恢復了他的獎勵，同時揭示史拉格沃思實際上是他的偽裝員工。
最終，三人乘坐大玻璃升降機飛向天空。旺卡當場揭示真正的獎品是整個工廠和業務，當他退休時，查理將成為工廠的繼承人。同時，旺卡答應讓查理和他的家人搬進工廠，開始他們的幸福生活。

### 巧克力冒險工廠（2005年）
在2005年的改編電影中，旺卡由強尼·戴普飾演，作為一家著名的巧克力工廠所有者。由於涉及工業間諜活動，他在多年前解雇了所有工廠的員工，包括查理的爺爺，並在工廠關閉多年後為了重新振興業務，向全球宣布了一場比賽，他將五張金獎券藏在世界各地的旺卡巧克力棒包裝紙下。找到這些票券的人將每人獲得一次工廠參觀和終身供應的巧克力，以及一位特別獎勵的機會。查理是最後一個找到金票的人。
在參觀當天，旺卡親自在工廠大門迎接五名孩子和他們的隨行者，然後帶領他們穿過工廠。陪同查理的喬爺向旺卡自我介紹，表示他是前員工，但旺卡仍心存猜疑。隨著故事的進行，除了查理外的其他孩子都被旺卡提供的誘惑所吸引，最終被逐出參觀隊伍。旺卡給了查理一個機會，讓他在工廠生活和工作，並解釋他年事已高，這次比賽的目的是找到一位合適的繼任者，在他退休後接管業務。然而，旺卡卻期望查理永遠離開家人，他認為所謂的「家庭」是制約巧克力製造商創造「自由」的障礙。
旺卡的立場源於他與父親威爾伯（Wilbur Wonka）的關係，在童年時期，他從不讓旺卡吃任何糖果和巧克力，並總提醒旺卡糖果對牙齒的危害。幫他戴上笨重的牙套以保持牙齒健康，一天，旺卡偷偷品嚐了一塊巧克力，便在此後徹底迷上了巧克力，與父親不合後，旺卡忍受不了這些而離家出走，其父親也搬離了原住處。後來自己獨立發展並創建了其自己的巧克力工廠。
查理不願意與家人分離，拒絕了這個提議，促使旺卡陷入深深的抑鬱，削弱了他的創造力使他的業務受損。在查理的幫助下，旺卡找到了威爾伯。威爾伯檢查了旺卡的牙齒時，他認出了自己的兒子，查理也發現威爾伯真的為自己的兒子感到自豪，並在診所裡保存了每一篇有關旺卡成功的報導。父子兩人也正式和解，旺卡再次跟查理提出接管工廠的要求，這次查理同意了，但也順帶一個條件，就是必須帶他家人一起進去，旺卡同意並把他全家都原封不動搬進了工廠，也和查理一家建立良好的關係。

### 旺卡（2023年）
華納兄弟將於2023年12月15日發行名為《旺卡》的前傳電影，專門講述旺卡的起源。這將是第三部以該角色為主角的主要電影。旺卡本人將由提摩西·夏勒梅飾演。

## 其他改編

### 查理與巧克力工廠（音樂劇）
2013年，改編自小說的音樂劇於2013年6月25日在倫敦西區特魯里街的皇家劇院首演。在這個版本中，旺卡的角色由道格拉斯·霍奇出演。故事一開始，查理在一個大垃圾堆裡尋找「近乎完美」的物品，然後回家後，透過一台超大電視看到金票的獲得者，當贏得所有門票後，旺卡邀請孩子們參觀他的工廠，並使用一些弱點來引誘每個孩子。最終只剩下查理一人。旺卡和查理登上的大玻璃升降機，在觀眾席上空中飛翔。
這部音樂劇的重製版本於2017年在百老匯首演，加入了1971年電影改編的歌曲。該次表演由克里斯汀·鮑勒飾演旺卡。儘管百老匯版本評價褒貶不一，但鮑勒的表現卻受到讚揚。2018年，音樂劇開始在美國進行巡演，由諾亞·魏斯堡 (Noah Weisberg) 飾演旺卡，並於2019年在澳洲首演。

### 湯姆貓與傑利鼠跨界作品
2017年，一部改編自1971年電影的《湯姆貓與傑利鼠》系列DVD動畫電影《湯姆貓與傑利鼠：查理和巧克力工廠》上映。主要故事情節大部分逐字取自1971年的電影，因此旺卡的形象與改編版大體相同。在參觀過程中，當旺卡看到湯姆貓留下的毛髮碎片後，懷疑其中一位客人將貓偷帶進了工廠。
考慮到湯姆和傑瑞先前被查理收養。最終旺卡注意到湯姆和傑瑞的存在，並指責查理將牠們偷帶進工廠（以及他偷喝氣泡升降飲料）以證明拒絕給予他終身供應的巧克力是合理的。然而，這也被證明是查理經歷的相同測試的一部分。此外，這個版本確認了旺卡和「史拉格沃思」從一開始就打算讓查理成為工廠的下一位所有者，這是其他版本故事中留下的一個不明確之處。

## 概念創作

### 2005年改編電影
在2005年電影的製作初期，曾討論讓尼古拉斯·凯奇飾演威利·旺卡的可能性，但他失去了興趣。華納兄弟公司總裁阿倫·霍恩希望湯姆·薛狄艾克擔任導演，金·凱瑞飾演旺卡，相信這對組合可以使《查理和巧克力工廠》對主流觀眾具有相關性，但羅爾德·達爾的遺孀利西·達爾反對這一提議。在蒂姆·波頓於2003年5月被聘為導演後，波頓立即想到讓強尼·戴普飾演旺卡的角色，戴普於隨後的8月加入劇組，這是他第四次與該導演合作。
波頓和編劇約翰·奧古斯特共同創造了旺卡的牙醫父親威爾伯·旺卡（Wilbur Wonka），波頓提到了製作中建構旺卡角色背景的想法。他認為觀眾需要一些解釋，以理解旺卡為什麼會變成現在這樣的，並表示「否則他會是什麼？他就只是一個奇怪的人。」，華納兄弟和波頓對旺卡的性格有分歧。該公司希望將旺卡塑造成查理一直渴望的理想父親形象。波頓認為旺卡不會是一個好父親，覺得這個角色有點像隱居者。並表示「在某種程度上，他比那些孩子還更混亂。」
戴普是波頓唯一考慮過的演員。他在未讀劇本的情況下簽約，並打算採取與1971年電影改編中與懷爾德完全不同的角色塑造，「我不管人們對那部電影有什麼看法，」戴普解釋說，「懷爾德的形象，他的角色，是獨特的。」戴普在《艾倫·狄珍妮秀》上表示，他將角色建立在他認為一位「極其陶醉」的喬治·沃克·布希會有的行為基礎上。
人們經常將戴普版本的旺卡與麥克·傑克森進行比較，這是由於旺卡更為幼稚的舉止。波頓開玩笑說：「這裡有一個交易。有一個很大的區別：邁克爾·傑克遜喜歡孩子，而威利·旺卡無法忍受他們。對我來說，在整個人物的事情上，這是一個巨大的區別。」戴普解釋說，他從未想到與傑克森的相似之處。「我認為，如果要將旺卡與任何人進行比較，那將是霍华德·休斯，幾乎一模一樣。隱居、潔癖症患者、控制狂。」波頓同意了旺卡與休斯的相似之處，並額外提供《公民凯恩》中的查爾斯·福斯特·凱恩作為靈感。「一個非常聰明的人，然後遭受了創傷，然後退縮到自己的世界。」戴普希望為這個角色採用假肢化妝，並擁有一個長長的鼻子，但波頓認為這過於離譜。

## 批判性分析

### 吉恩·怀尔德
懷爾德在飾演旺卡一角方面獲得廣泛好評，至今仍是他最為人熟知的角色之一。《超時電影指南》（Time Out Film Guide）稱讚他的表現為「非常有趣，懷爾德展現了一個極具掌控力的形象，成為該工廠怪誕糖果老板的完美詮釋。」，影評家傑弗瑞·M·安德森（Jeffrey M. Anderson）在《可燃賽璐珞》中寫到：「當故事進入工廠，懷爾德登場時，電影突然煥然一新。懷爾德當時正處於一連串微妙的喜劇表演之巔峰……這段時期可以視為他事業的巔峰。」懷爾德本人也視這個角色為自己的代表之一。他的親人透露，他刻意保守患有阿茲海默症的診斷，因為許多年輕孩子在街上認出他是旺卡，他期望這些相遇是令人愉快的體驗。
對於懷爾德的影響，安德森寫道：「如果你是個孩子，旺卡似乎是神奇的，但現在看來，他具有令人恐懼的溫暖、精神病和殘酷。」，7M Pictures的凱文·卡爾(Kevin Carr) 寫道：「這是懷爾德的遺產。他非常適合這個角色，正是他那種童心般的好奇心和對苦澀、應得報復的混合，使得這個角色如此引人入勝」，《Widgett Walls》簡單地稱其為「可能是懷爾德最精彩、最瘋狂的一小時。」
懷爾德因飾演旺卡的角色而獲得了金球獎最佳音樂及喜劇類電影男主角的提名，但最終輸給了《屋頂上的提琴手》中飾演泰維的柴姆·托波爾。

### 強尼·戴普
強尼·戴普飾演的旺卡在評論家和觀眾中引起兩極化的評價。《纽约观察家报》的評論家安德鲁·萨里斯電影整體風格不感興趣，並提問：「我想知道連孩子們是否會對伯頓先生及其明星強尼·戴普獨特而毫無幽默感和魅力的風格怪癖產生共鳴。」《華盛頓郵報》的安·霍納迪也批評了戴普的表演：「累積效果並不漂亮。它既不古怪、有趣、古怪，也不是稍微有趣的。事實上，在他這種陰柔、嬌滴滴的表演中，戴普似乎在拼命追求古怪，以至於整個企業開始感覺像是那些讓你的父母試圖變得時髦的令人難忍的場合。」罗杰·埃伯特則寫道：「戴普，一位具有相當天賦的演員，從不害怕冒險，但這一次他選擇錯誤。在提姆·伯頓的大部分令人愉快的電影中，他的威利·旺卡是一個謎。」
儘管存在批評，也有對針對戴普表演的正面評價。《娛樂周刊》的歐文·格萊伯曼稱讚：「強尼·戴普的威利·旺卡可能是一個奇怪的怪胚，但他也是伯頓經典的古怪魔法師之一，就像《艾德伍德》或《阴间大法师》一樣。」《舊金山紀事報》的米克·拉薩爾發現：「（電影中）所有笑聲都來自戴普，他賦予了威利古典好萊塢歌劇女星的舉止。」《滾石》的彼得·崔維斯寫道：「戴普對威利·旺卡的美味瘋狂演繹必須被看到。戴普更深入地發現了旺卡秘密心靈的傷傷口，超越了懷德勒所做的。」儘管戴普因飾演旺卡一角獲得金球獎最佳音樂或喜劇類男主角的提名，但最終敗給了瓦昆·菲尼克斯在《弦途有你》中飾演的約翰尼·卡什。

## 市場行銷
旺卡擔任了威利旺卡糖果公司的吉祥物，這是由雀巢糖果店行銷的一個現實品牌的糖果。旗下商品包括真實版本的「永恆不變口香糖」和「旺卡巧克力棒」，以及一系列與書籍或電影無直接關聯的其他糖果。該公司最初是與1971年的電影相關聯的，最初是由桂格燕麥公司擁有，後來一系列的出售導致該公司在1988年被雀巢收購。
旺卡品牌在2015年停產，其產品後來被出售給費列羅，並在費拉拉品牌下生產。

## 外部連結
- Willy Wonka the stage musical （页面存档备份，存于）